# Brev til Indien
Brev til Indien er en dokumentarfilm fra 1991 instrueret af Maria Rytter efter eget manuskript.

## Handling
En ny Danmarksfilm bygget over den indiske antropolog professor Prakash Reddys studier af danskerne. Den skildrer et kulturmøde set fra en ny synsvinkel, og er samtidig et portræt af et folk, som aldrig før er blevet studeret af en forsker fra den såkaldte Tredje verden. I filmen er det vores tur til at være fremmedartede og kuriøse. Filmen er optaget i Danmark og Indien.